# Salts al Campionat del Món de natació de 2017 – 3 metres trampolí sincronitzat mixt
La prova de 3 metres trampolí sincronitzat mixt al Campionat del món de 2017 es va celebrar el 22 de juliol.

## Resultats
La final es va iniciar a les 14:00.
| Posició | Nacionalitat | Saltadors                            |        |
| Posició | Nacionalitat | Saltadors                            | Punts  |
| ------- | ------------ | ------------------------------------ | ------ |
| 1       | Xina         | Wang Han Li Zheng                    | 323.70 |
| 2       | Regne Unit   | Grace Reid Tom Daley                 | 308.04 |
| 3       | Canadà       | Jennifer Abel François Imbeau-Dulac  | 297.72 |
| 4       | Alemanya     | Tina Punzel Lou Massenberg           | 287.76 |
| 5       | Austràlia    | Esther Qin Matthew Carter            | 282.00 |
| 6       | Colòmbia     | Diana Pineda Sebastián Villa         | 277.83 |
| 7       | Itàlia       | Elena Bertocchi Maicol Verzotto      | 277.35 |
| 8       | Suïssa       | Michelle Heimberg Jonathan Suckow    | 273.00 |
| 9       | Rússia       | Maria Polyakova Ilia Molchanov       | 270.63 |
| 10      | Ucraïna      | Viktoriya Kesar Stanislav Oliferchyk | 270.06 |
| 10      | Estats Units | Lauren Reedy Briadam Herrera         | 270.06 |
| 12      | Nova Zelanda | Elizabeth Cui Liam Stone             | 255.90 |
| 13      | Mèxic        | Arantxa Chávez Julian Sánchez        | 223.80 |
| 14      | Brasil       | Tammy Takagi Ian Matos               | 184.74 |